# Calogrenant

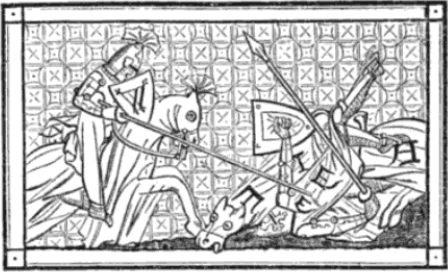
Meraugis disarciona Calogrenant (l. 5407). Facsimile della miniatura dal manoscritto viennese di Méraugis de Portlesguez

Nella materia di Bretagna, Sir Calogrenant (scritto anche Calogrenans, Calogrevant, Calogrinant, Colgrevance, Galogrinans, Kalebrant, Kalocreant, Qualogrenans), è un cugino di Yvain e un Cavaliere della Tavola Rotonda. La sua cortesia ed eloquenza sono note in tutto il regno. 

## Origine
Il personaggio deriva probabilmente dall'eroe della mitologia gallese Cynon ap Clydno, oggetto dell'amore della sorella di Owain, Morfydd. In Owain, o la Signora della Fontana Cynon è il figlio di Clydno, a sua volta assimilabile al sovrano dell'Hen Ogledd Clyddno Eiddin. Roger Sherman Loomis e altri studiosi ipotizzano tuttavia che Calogrenant fosse stato introdotto specificamente come un avversario per Kay in una delle prime versioni perdute della storia di Yvain. Nella storia di Chrétien viene presentato come tutto ciò che Kay non è: garbato, rispettoso e ben educato. Secondo questa teoria, il suo nome può essere decostruito in "Cai lo grenant", o "Cai il brontolone", che rappresenterebbe un'altra caratteristica opposta di Kay, che era famoso per la sua lingua acida.

## Attestazioni
Calogrenant appare per la prima volta in Yvain il cavaliere del leone di Chrétien de Troyes, dove racconta una storia ad un gruppo di cavalieri e alla regina Ginevra su un'avventura che ha avuto nella foresta di Brocelandia, dove aveva sentito parlare di una sorgente magica che poteva creare una tempesta ogni volta che qualcuno versasse la sua acqua in un bacino vicino. Calogrenant raggiunse la sorgente e invocò la tempesta, dopodiché un cavaliere di nome Esclados lo attaccò per aver causato una tale devastazione, e sconfisse sonoramente Calogrenant ma non lo uccise. Il cugino di Calogrenant, Yvain, è sconvolto dal fatto che Calogrenant non gli abbia mai parlato di questa sconfitta e si propone di vendicarlo, imbarcandosi nell'avventura che fa da preludio al resto degli eventi della storia.
Calogrenant appare successivamente nel Lancillotto in prosa come un eccellente cavaliere. Muore durante la ricerca del Graal mentre cerca di impedire a Lionel di uccidere suo fratello, Bors. Questi aveva affrontato un dilemma su chi salvare tra Lionel, attaccato da due cavalieri ribelli, e una fanciulla che era stata appena rapita, optando infine per quest'ultima. Lionel, non essendone rimasto contento, attacca a sua volta Bors. Calogrenant interviene, e Lionel uccide Calogrenant e insegue Bors fino a quando non viene fermato da un intervento divino.
Thomas Malory racconta la scena della morte di Calogrenant nel suo La Morte di Artù, ma ne include anche un'altra più avanti nella narrazione. Nonostante sia morto per la ricerca del Graal, si presenta come uno dei dodici cavalieri che aiutano Agravaine e Mordred a intrappolare Lancillotto e Ginevra nelle stanze della regina. Lancillotto non ha né armature né armi, ma riesce a trascinare Calogrenant nella stanza e lo uccide, quindi usa la sua spada per sconfiggere il resto dei compagni di Mordred.